# Peter Eiff
Peter Eiff (* 29. April 1966 in Abidjan) ist ein deutsch-amerikanischer Filmproduzent und Filmverleiher.

## Leben
Eiff ist in Abidjan, Elfenbeinküste geboren. Sein Vater Hansjörg Eiff war für das Auswärtige Amt tätig und somit verbrachte Eiff seine Kindheit und Jugend u. a. in Tel Aviv, Bonn, Belgrad, Wien und Washington D.C.
Nach seinem Studium in Paris, Oxford und Berlin an der EAP – Europäische Wirtschaftshochschule (heute ESCP Business School) arbeitete er als Unternehmensberater bei AT Kearney in New York City. Kurz darauf wechselte er in die Filmbranche zu Disney nach Los Angeles. Es folgten Jobs bei New Regency Productions und Paramount Pictures, bevor er 1998 zu Lucasfilm Ltd. wechselte. Auf der Skywalker Ranch war er fünf Jahre lang Director of Worldwide Distribution und Head of Television Sales und überwachte die weltweite Auswertung von Star Wars: Episode I – Die dunkle Bedrohung sowie Star Wars: Episode II – Angriff der Klonkrieger.
Danach war er bei IMAX Corporation als General Manager für Europa, Naher Osten und Afrika tätig. 2008 wechselte er zu Monarchy Enterprises, Muttergesellschaft von New Regency Productions als Executive Vice President und Head of Television Sales. 2015 übernahm er Tobis Film gemeinsam mit seinen Geschäftspartnern Timm Oberwelland und Theo Gringel.
Eiff ist verheiratet und hat zwei Töchter. Er lebt mit seiner Familie in Los Angeles.